# Team Polti VisitMalta/2025
Deze pagina geeft een overzicht van de Team Polti VisitMalta-wielerploeg in 2025.

## Algemene gegevens
Teammanager: Francisco Javier Contador
Ploegleiders:
Fietsmerk: Aurum
Kleding: Gsport

## Renners
| Naam                | Geboortedatum | Nationaliteit | Ploeg 2024                         |
| ------------------- | ------------- | ------------- | ---------------------------------- |
| Davide Bais         | 02-04-1998    | Italië        |                                    |
| Mattia Bais         | 19-10-1996    | Italië        |                                    |
| Aidan Buttigieg     | 18-07-1997    | Malta         | St George Continental Cycling Team |
| Ludovico Crescioli  | 20-10-2003    | Italië        | Team Technipes #inEmiliaRomagna    |
| Davide De Cassan    | 04-01-2002    | Italië        |                                    |
| Pablo García        | 16-01-2001    | Spanje        | Team Polti Kometa U23              |
| Germán Darío Gómez  | 08-03-2001    | Colombia      |                                    |
| Giovanni Lonardi    | 09-11-1996    | Italië        |                                    |
| Mirco Maestri       | 26-10-1991    | Italië        |                                    |
| Alex Martin         | 25-01-2000    | Spanje        |                                    |
| Francisco Muñoz     | 24-06-2001    | Spanje        |                                    |
| Manuel Peñalver     | 10-12-1998    | Spanje        |                                    |
| Andrea Pietrobon    | 11-03-1999    | Italië        |                                    |
| Davide Piganzoli    | 08-07-2002    | Italië        |                                    |
| Gabriele Raccagni   | 05-02-2003    | Italië        | Team Polti Kometa U23              |
| Javier Serrano      | 17-04-2001    | Spanje        |                                    |
| Diego Pablo Sevilla | 04-03-1996    | Spanje        |                                    |
| Fernando Tercero    | 28-12-2001    | Spanje        |                                    |
| Alessandro Tonelli  | 29-05-1992    | Italië        | VF Group-Bardiani CSF-Faizanè      |
| Samuele Zoccarato   | 09-01-1998    | Italië        | VF Group-Bardiani CSF-Faizanè      |

### Vertrokken
| Naam              | Geboortedatum | Nationaliteit       | Ploeg 2025           |
| ----------------- | ------------- | ------------------- | -------------------- |
| Paul Double       | 15-06-1996    | Verenigd Koninkrijk | Team Jayco AlUla     |
| Matteo Fabbro     | 10-04-1995    | Italië              | ?                    |
| Erik Fetter       | 05-04-2000    | Hongarije           | Team United Shipping |
| Andrea Garosio    | 06-12-1993    | Italië              | ?                    |
| David Martin      | 19-02-1999    | Spanje              | Burgos Burpellet BH  |
| Jhonatan Restrepo | 28-11-1994    | Colombia            | Orgullo Paisa        |

## Overwinningen
| Ronde van Turkije Puntenklasement: Giovanni Lonardi Route d'Occitanie Jongerenklassement: Davide Piganzoli Ploegenklassement: *1) Ronde van Qinghai 1e etappe: Manuel Peñalver |

*1) Ploeg Route d'Occitanie: De Cassan, García, Gómez, Martín, Piganzoli, Tercero, Tonelli
Burgos-Burpellet-BH · Caja Rural-Seguros RGA · Equipo Kern Pharma · Euskaltel-Euskadi · Israel-Premier Tech · Lotto · Q36.5 Pro Cycling Team · Team Flanders-Baloise · Team Novo Nordisk · Team Polti VisitMalta · Toscana Factory Team Vini Fantini · TotalEnergies · Tudor Pro Cycling Team · Unibet Tietema Rockets · Uno-X Mobility · VF Group-Bardiani CSF-Faizanè · Wagner Bazin WB
2021 · 2022 · 2023 · 2024 · 2025